# Ussaramanna
Ussaramanna (sardinsky: Soramànna) je italská obec (comune) v provincii Sud Sardegna v regionu Sardinie. Nachází se ve výšce 157 metrů nad mořem a má 489 obyvatel. Rozloha obce je 9,76 km².